# Grijskapboomtimalia
De grijskapboomtimalia (Cyanoderma bicolor synoniem: Stachyris erythroptera bicolor) is een zangvogel uit de familie Timaliidae (timalia's). De vogel is in 1865 door Edward Blyth als Timalia bicolor beschreven. De soort is endemish op Borneo. Deze boomtimalia werd vroeger als ondersoort van de roodvleugelboomtimalia beschouwd

## Kenmerken
De vogel lijkt op de roodvleugelboomtimalia, is ook is 12,5 tot 13,5 cm lang. Opvallende kenmerken zijn de blauwe oogring en de kastanjebruine vleugels. Deze soort is niet alleen grijs op de "wangen" maar heeft een geheel donkergrijze kop en borst (vandaar grijskap). De buik is lichter, bij het vrouwtje lichtgrijs tot wit, maar het mannetje licht okerkleurig.

## Verspreiding en leefgebied
Deze vogel komt voor op Borneo in bossen tot een hoogte van 1200 meter boven zeeniveau en telt twee ondersoorten:
- C. b. bicolor: noordelijk Borneo en het eiland Pulau Banggi (noordelijk van Borneo).
- C. b. rufum: zuidelijk Borneo.

## Status
De grootte van de populatie is niet gekwantificeerd. De soort gaat in aantal achteruit door versnippering van het leefgebied. In uitgekapt bos is de vogel talrijker dan in oorspronkelijk regenwoud. Echter, het tempo ligt onder de 30% in tien jaar (minder dan 3,5% per jaar). Om deze redenen staat deze boomtimalia als niet bedreigd op de Rode Lijst van de IUCN.